# Rógvi Jacobsen
Rógvi Jacobsen (født 5. marts 1979 i Klaksvík) er en tidligere fodboldspiller fra Færøerne som sidst spillede for ÍF som angriber. Han er den mest scorende spiller nogensinde for Færøernes fodboldlandshold.

## Klubkarriere
Jacobsen spillede deltidsprofessionel fodbold på Island, for KR Reykjavík og SønderjyskE.
I 2007 var han til prøvetræning i Carlisle United. Det endt ikke ud i en kontrakt og derfor fortsatte han karrieren i HB. Under sin prøvetræning, mødte han sin nuværende kone Sacha Crowther, som før havde været gift med den danske fodboldspiller Henrik Larsen. I 2008, skrev han under på sin første professionelle kontrakt, med det norske 1. divisionshold IL Hødd.